# Scopulariopsis halophilica
Scopulariopsis halophilica är en svampart som beskrevs av Tubaki 1973. Scopulariopsis halophilica ingår i släktet Scopulariopsis och familjen Microascaceae.   Inga underarter finns listade i Catalogue of Life.